# Komunikacija v interdisciplinarnih ekipah

## 1	Opredelitev  interdisciplinarnosti
V interdisciplinarnih ekipah se srečujejo strokovnjaki iz različnih področij, kar je lahko tako prednost kot tudi vir težav. Prednost se kaže v širokem razponu znanj, kar prispeva k boljšemu reševanju problemov. Pojavljajo pa se tudi težave, saj se morajo v interdisciplinarnih ekipah, osebe soočiti s tem kako svoje znanje na razumljiv način sporočiti strokovnjakom iz drugih poklicnih področij in hkrati poskusiti razumeti tudi njihov pogled na problem, ki lahko izhaja iz drugačnega teoretičnega ozadja . 

## 2	Pogledi na komunikacijo v interdisciplinarnih ekipah

### 2.1	Habermas-Kleinova teza
Habermas-Kleinova teza je prevladujoči pogled na komunikacijo v interdisciplinarnih ekipah. V njej se predpostavlja, da je komunikacija v interdisciplinarnih ekipah možna le preko konsenza, s katerim poskušajo ustvariti besedišče, preko katerega se bodo vsi člani interdisciplinarne ekipe, lažje sporazumevali. Klein poudarja, da se uspešna interdisciplinarna komunikacija oblikuje le preko izpostavljanja razlik, in ne podobnosti, med različnimi disciplinami .

### 2.2	Kuhn-MacIntyreva teza
Kuhn-MacIntyreva teza pravi, da je interdisciplinarna komunikacija mogoče le, če so osebe, sposobne zavzeti pogled na problem, iz druge akademske discipline. Interdisciplinarna komunikacija bo tako uspešna le, če bodo člani izobraženi v vseh disciplinah, ki so v ekipo vključene. Če interdisciplinarno ekipo ne sestavljajo taki člani, potem interdisciplinarna komunikacija sploh ne bo mogoča .

### 2.3	Bataille-Lyotardova teza
Bataille-Lyotardova teza pravi, da se nezdružljivost različnih akademskih področij pokaže takrat, ko komunikacija med njimi ne uspe. Iz tega nato trdi, da je interdisciplinarna komunikacija mogoča le, če različna akademska področja, ustvarijo nov jezik sporazumevanja .

## 3	Vrste interdisciplinarnih ekip

### 3.1	Zdravstvene ekipe
V zdravstvenih interdisciplinarnih ekipah poteka veliko formalne in neformalne komunikacije, njihov končen cilj pa je rešiti problem v dobro pacienta. Komunikacija med njimi je pomembna, saj preko nje drugim članom posredujejo svoje vrednote in rešijo težave, ki se pojavijo med skupinskim delom. Vpletenost v komunikacijo je odvisna od vloge, ki jo vsak član prevzame. Člani iz zdravstvenih disciplin redko podajajo svoje mnenje, saj menijo, da so v vlogi vodje. Terapevti, socialni delavci in zdravstvene sestre v skupini veliko sodelujejo. Ostali člani, predvsem zunanji sodelavci, ki so pri svojem delu bolj samostojni, imajo radi bolj enostavno in hitro komunikacijo .
Na sestankih interdisciplinarnih ekip morajo biti prisotni vsi člani. Vse odločitve o pacientih se namreč sprejemajo le v času sestankov, zato ob morebitnem manjkanju katerih od članov, njegovega mnenja ne iščejo naknadno in s tem izpustijo vidik ene od disciplin . Če člani kot komunikacijsko strategijo, vključijo neformalne sestanke, bolje razumejo primer, ki ga obravnavajo in izboljšajo razumevanje v komunikaciji med člani različnih disciplin . Pojavljajo se tudi konflikti, ki interdisciplinarni ekipi omogočajo razvoj, saj ga lahko rešujejo iz vidika različnih perspektiv, hkrati pa lahko razrešijo tudi notranje napetosti in podajo bolj celovito oceno posameznika. Konflikti se kažejo skozi spraševanje, šaljenje, komentiranje, prepiranje in glasne pogovore. Razlike, ki se v mnenjih med njimi pojavijo, včasih uporabijo za bolj intenzivne pogovore, s katerimi želijo skupaj bolje proučiti primer, lahko pa so le priložnost za izzivanje drug drugega. V konfliktu navadno »zmaga« disciplina, ki je bolj priznana in tehnično dovršena .
Do neuspešne komunikacije lahko pride tudi zaradi hierarhije odnosov. Člani interdisciplinarne ekipe, ki še nimajo veliko znanja in izkušenj, v komunikaciji z bolj izkušenimi člani, pogosto niso dovolj odprti, saj jih je strah, da bodo prikazani kot nesposobni. Problemi se kažejo tudi v komunikaciji med medicinskimi sestrami in zdravniki. Medicinske sestre pogosteje poročajo, da pri svojem delu težje povejo o težavah o oskrbi pacientov zdravnikom, kar povzroča napake v oskrbi in nerazumevanju delovnih nalog. Da bi se izognili takim težavam je priporočljivo uvesti manj strogo hierarhijo, protokole, ki omilijo hierarhijo odnosov in izvajanje treningov interdisciplinarne komunikacije, asertivnosti in drugih, saj na ta način ustvarimo bolj pozitivno klimo v delovnem okolju, v kateri člani brez težav posredujejo svoje težave, predloge in mnenja 

### 3.2	Raziskovalne ekipe
Interdisciplinarne raziskovalne ekipe so postale vse bolj pogoste, zaradi naraščanja kompleksnosti raziskovalnih problemov .
Vsako akademsko področje ima svojo značilno ontologijo (naš pogled na naravo problema, ki ga obravnavamo), epistemologijo (naš pogled na znanje), metodologijo (tehnike in metode, ki jih lahko uporabimo v raziskovanju) in način sporazumevanja, zato je v začetni fazi komuniciranja, potrebno najti te razlike med akademskimi področji  . Mnogi menijo, da je potrebno ustvariti skupen jezik vseh akademskih področij, a Winowiecki  meni, da je še bolj pomembna odprta komunikacija. Preko nje lahko člani rešujejo nejasnosti in izpostavljajo ter sprejemajo razlike, ki se pojavijo med njimi. 
Kompetence komuniciranja interdisciplinarne ekipe se povečajo, ko: je med člani skupine vzpostavljeno zaupanje, uporabljajo humor na pozitiven način, vzpostavljajo okolje v katerem je priložnost za refleksijo, se učijo skupaj in imajo skupen jezik. Vse to prispeva k temu, da je komunikacija med člani in njihovo reševanje problema uspešnejše, boljši so tudi odnosi med njimi. Na kompetence komuniciranja interdisciplinarne ekipe pa negativno vplivajo: sarkazem, izražanje dolgočasja, dajanje komentarjev, preko katerih izražajo dvom v kompetence drugih članov skupine in boji za premoč 
1. ↑  Thompson, J. (2013). How to communicate in an interdisciplinary team. Sci Dev Net. Pridobljeno 3.5.2016 s: http://www.scidev.net/global/communication/practical-guide/how-to-communicate-in-an-interdisciplinary-team.html.
2. 1 2 3  Holbrook, J.B. (2013). What is interdisciplinary communication? Reflections on the very idea of disciplinary integration. Springer Science+Business Media, 190, 1865-1879.
3. 1 2  Sheehan, D., Robertson, L. in Ormond, T. (2007). Comparison of language used and patterns of communication in interprofessional and multidisciplinary teams. Journal of Interprofessional Care, 21, 17-30.
4. ↑  McClelland, M. in Sands, R.G. (2015). The missing voice in interdisciplinary communication. Qualitative health research, 3, 74-90.
5. ↑  Sands, R.G., Stafford, J. in McClelland, M. (1990). 'I beg to differ': Conflict in the interdisciplinary team. Social Work in Health Care, 14, 55-72.
6. ↑  Reader, T.W., Flin, R., Mearns, K. in Cuthbertson, B.H. (2006, december). Interdisciplinary communication in the intensive care unit. British Journal od Anaesthesia, 98. Pridobljeno 7.5.2016 s: http://bja.oxfordjournals.org/content/98/3/347.full/href.
7. 1 2  Thompson, J.L. (2009). Building collective communication competence in interdisciplinary research teams. Journal of applied communication research, 37, 278-297.
8. 1 2  Winowiecki, L. A. idr. (2011). Tools for enhancing interdisciplinary communication. Sustainability: Science, Practice, & Policy, 7, 1–7.
9. ↑  Monteiro, M. in Keating, E. (2009). Managing Misunderstandings: The Role of Language in Interdisciplinary Scientific Collaboration. Science communication, 20, 1-23.